# Comunitatea evreilor din București
Comunitatea evreilor din București este organizația locală a cetățenilor bucureșteni de religie mozaică și/sau de origine evreiască.

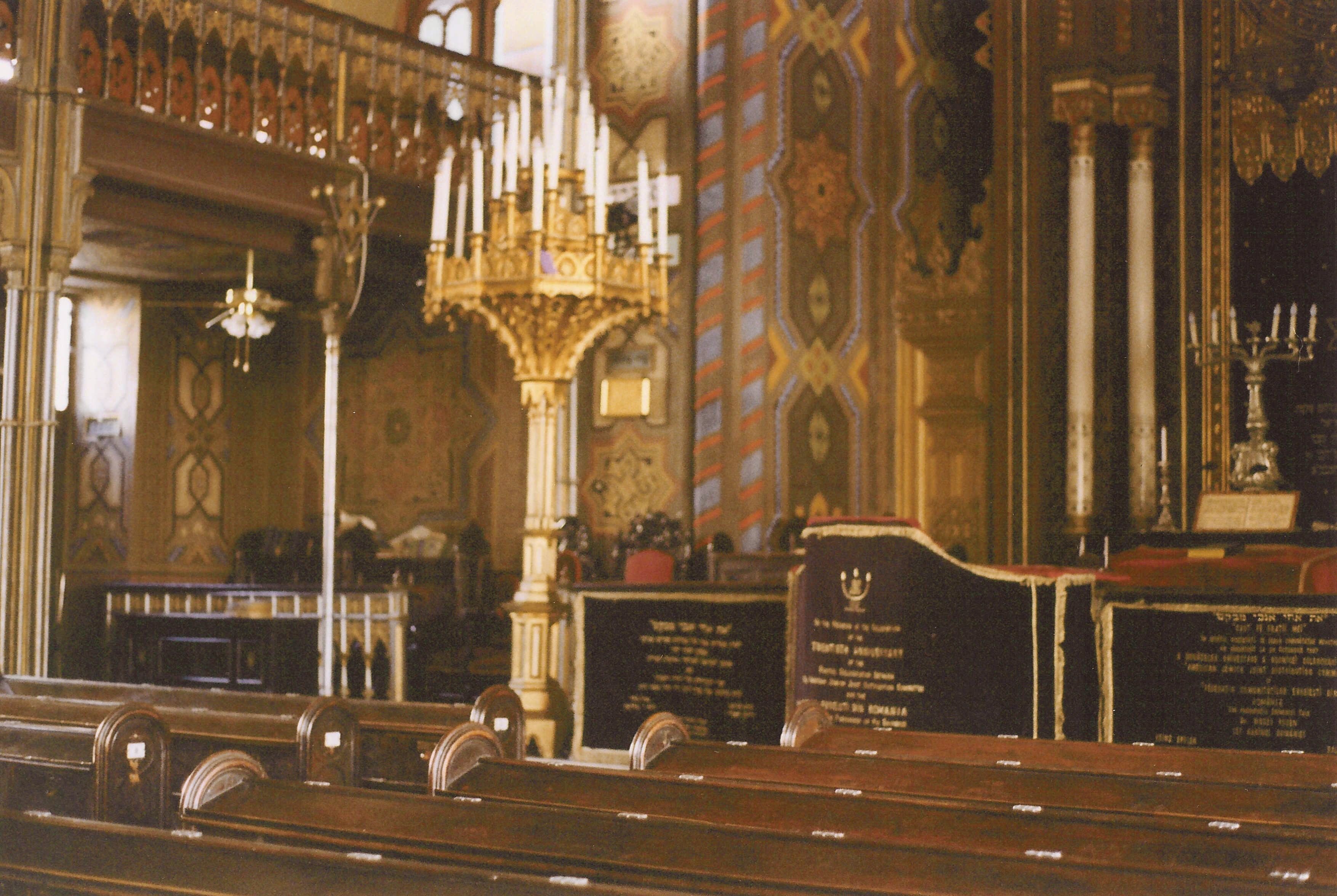
Interiorul Templului Coral din Bucureşti

Evreii bucureșteni sunt menționați prima oară într-o corespondență rabinică din prima jumătate a secolului XVI. În anul 1550, în timpul domnitorului Mircea Ciobanul, sunt amintiți într-o poruncă domnitorească evreii cu prăvălii în București. În timpul lui Mihai Viteazul, la data de 13 noiembrie 1593, are loc uciderea creditorilor turci și evrei din București, amintită de cronicarul silezian Walther Balthasar.
În anii 1648-1649, în timpul revoltei cazacilor conduși de Hmelnițki, refugiați evrei au ajuns în țările românești și un anumit număr s-au așezat la București.
O comunitate care a ajuns să reprezinte principala minoritate a Bucureștiului interbelic este redusă astăzi la un număr de cca. 4000 de oameni, președintele acesteia fiind ing. Paul Schwartz .
Cu toate acestea, în ultimii ani s-a înregistrat o creștere a numărului de imigranți israelieni în România. În 2019, numărul acestora era de peste 3,000, dintre care o bună parte locuiesc în București. De asemenea, anual, zeci de familii israeliene cu origini românești se relochează în România. Există de asemenea un număr mic de imigranți evrei și din celelalte părți ale lumii.

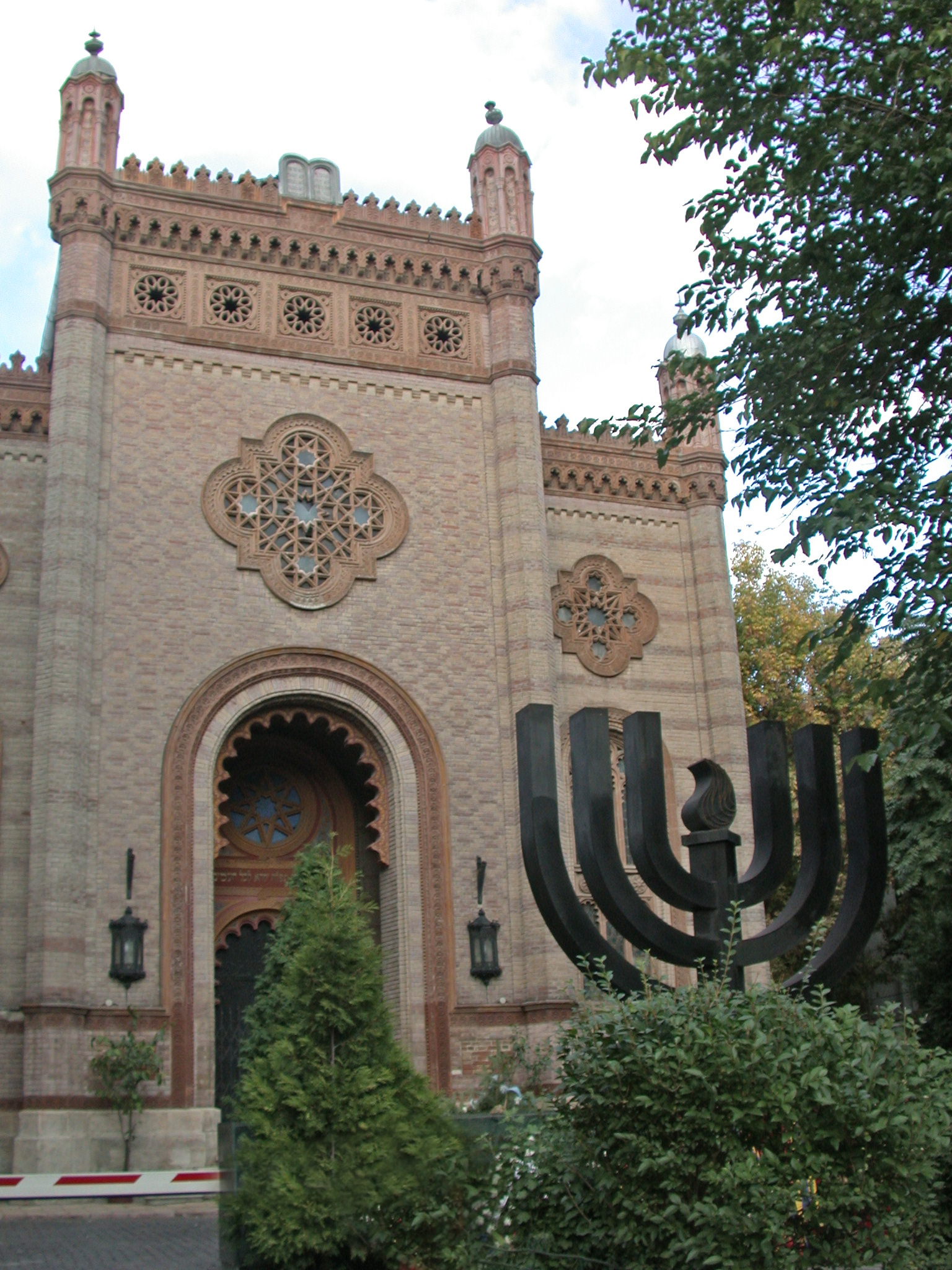
Templul Coral din București

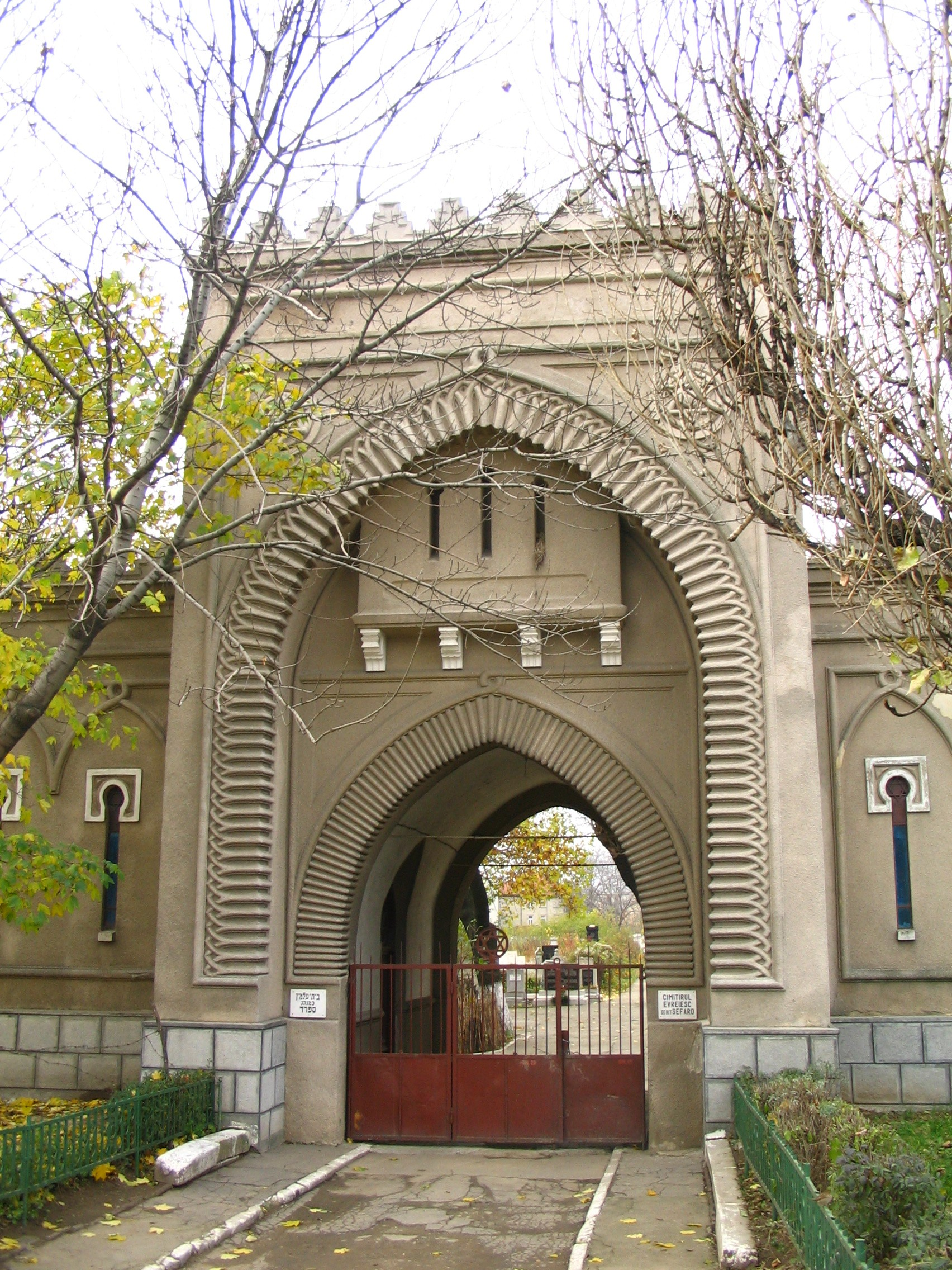
Intrarea cimitirului evreiesc spaniol din Bucureşti

## Personalități marcante
Barbu Iscovescu, Marcel Iancu, Iosif Iser, Sașa Pană, Edward G. Robinson, Gherasim Luca, Barbu Lăzăreanu, Moses Gaster, Isac Peltz, Maria Banuș, Alexandru Robot, Naftalí C. Popper, Vladimir Colin, Ștefan Iureș, Tia Peltz, Mauriciu Cohen-Lânaru, Sergiu Comissiona, Clara Haskil, Dan Mizrahy, Nicolae Cajal, David Emmanuel, Hillel Manoach, Davicion Bally, Solomon Halfon, Marcel Pauker, Wilhelm Filderman, Silviu Brucan, Angelica Adelstein-Rozeanu, Emanoil Reicher.

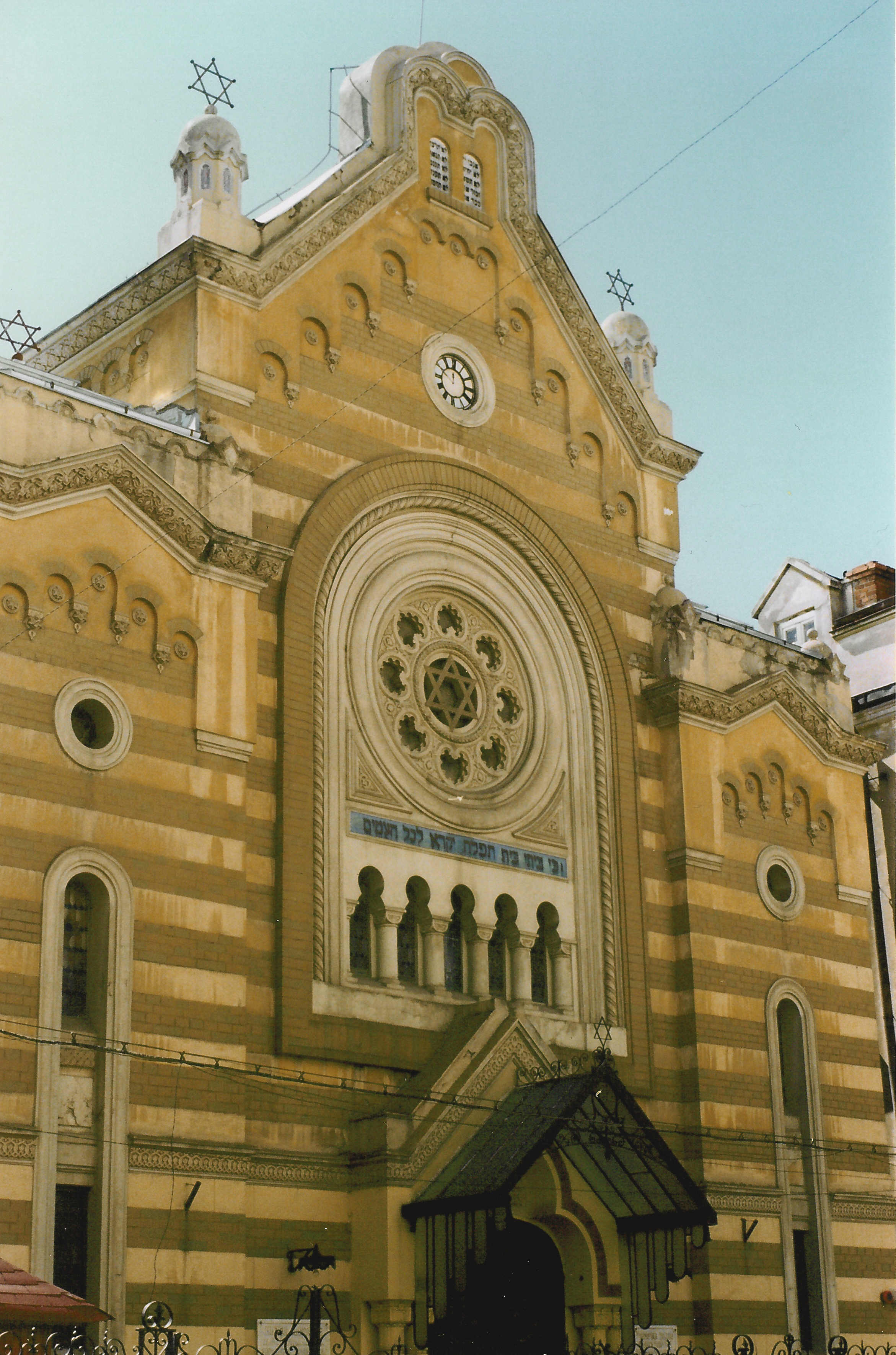
Muzeul Evreiesc din Bucureşti